# 7361 Endres
7361 Endres è un asteroide della fascia principale. Scoperto nel 1996, presenta un'orbita caratterizzata da un semiasse maggiore pari a 2,6726484 UA e da un'eccentricità di 0,0860624, inclinata di 2,77585° rispetto all'eclittica.